# Pałecznica zbóż i traw

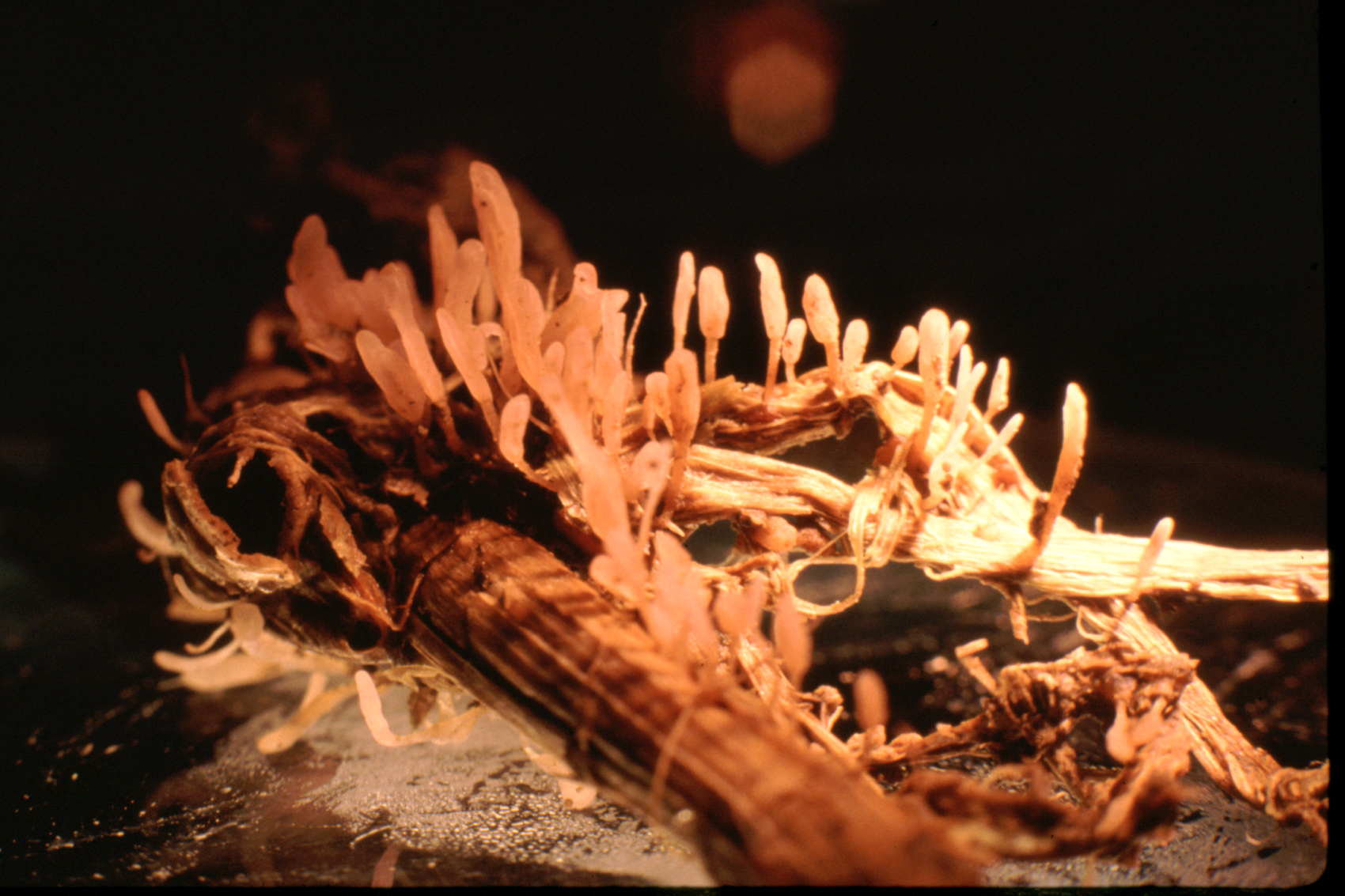
Owocniki pałecznicy trawowej na źdźble

Pałecznica zbóż i traw (ang. snow blight of cereals, snow rot of cereals, typhula blight of cereals) – grzybowa choroba traw i zbóż, wywoływana przez należące do podstawczaków gatunki pałecznicy: pałecznica trawowa (Typhula incarnata) i pałecznica trawolubna (Typhula ishikariensis).

## Występowanie i szkodliwość
Choroba występuje na trawach i zbożach ozimych w latach, w których na polu długo na niezmarzniętej ziemi zalega okrywa śnieżna. Choroba ta wyrządza podobne szkody jak pleśń śniegowa. Obydwa wywołujące ją patogeny występują na półkuli północnej.

## Objawy
Gdy śnieg stopnieje na porażonych roślinach pojawia się szary nalot. U podstawy roślin znajdują się w nim sklerocja o średnicy 0,5–2 mm. U Typhula incarnata są one brunatne, u Typhula ishikariensis o barwie od ciemnobrunatnej do czarnej. Patogeny te powodują zniszczenie korzeni i węzłów krzewienia rośliny, wskutek czego porażone rośliny łatwo wyciągają się z ziemi. Silniej porażone słabo się krzewią, źle rosną, żółkną i obumierają.

## Epidemiologia
Rośliny infekowane są przez strzępki grzybni wyrastające ze sklerocjów lub z bazydiospor. Patogeny szczególnie dobrze rozwijają się przy temperaturach od 1 do 2oC, sprzyja im także osłabienie roślin spowodowane zaleganiem śniegu (tzw. wyprzenie). Gdy temperatury przekraczają 10oC, rozwój patogenów ulega zahamowaniu. Mogą jednak przetrwać temperatury wyższe w postaci sklerocjów. Stopień nasilenia choroby zależy nie tylko od warunków pogodowych, ale także od ilości sklerocjów tych patogenów w glebie. Szczególnie dużo gromadzi się ich na polach, na których niedawno była łąka lub pastwisko.